# Лиллекюла (остановочный пункт)
Ли́ллекюла (эст. Lilleküla raudteepeatus) — железнодорожная остановка в Таллине, столице Эстонии. Это вторая остановка западного направления линий Elektriraudtee. Находится на расстоянии 2 километров от Балтийского вокзала на границе микрорайонов Лиллекюла и Уус Мааильм. В Лиллекюла останавливаются все пассажирские поезда, направляющиеся в Палдиски, Кейла, Турба и Клоогаранна. Остановка оборудована пассажирскими платформами длиной 130 метров.
Рядом с остановкой Лиллекюла находится футбольный стадион А. Ле Кок Арена и один из самых больших торговых центров Таллина — Kristiine keskus.
Несмотря на то, что железная дорога Таллин-Кейла была открыта в 1870, остановочный пункт в этом месте появился только в 1928 году. В первые годы своего существования остановка называлась «Америка». В прошлом в Лиллекюла было небольшое вокзальное здание, которое было снесено в 1998 году.
В 2012 году старые платформы были демонтированы, а на их месте были установлены новые, более низкие. Также были построены пешеходные тоннели.

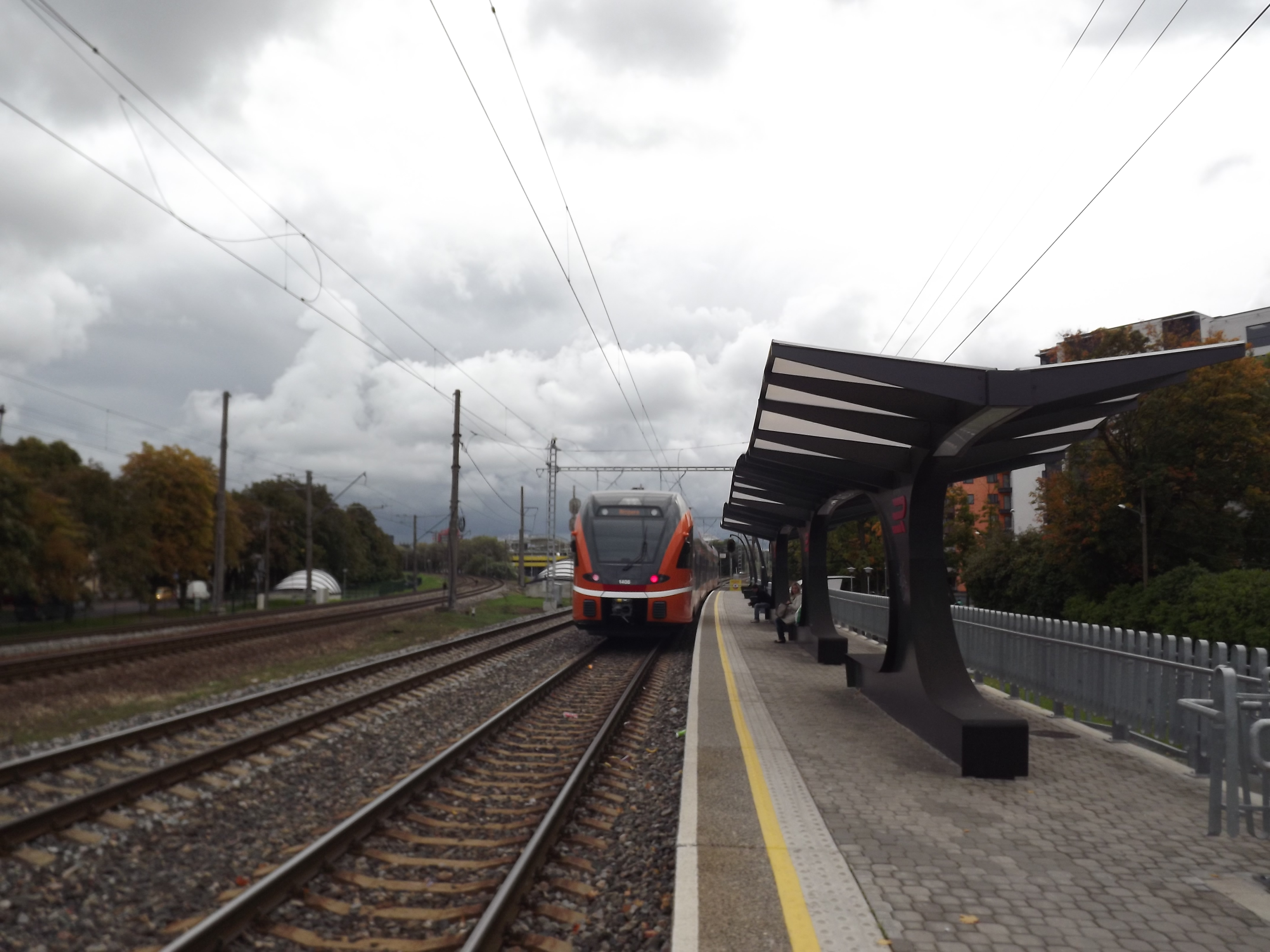
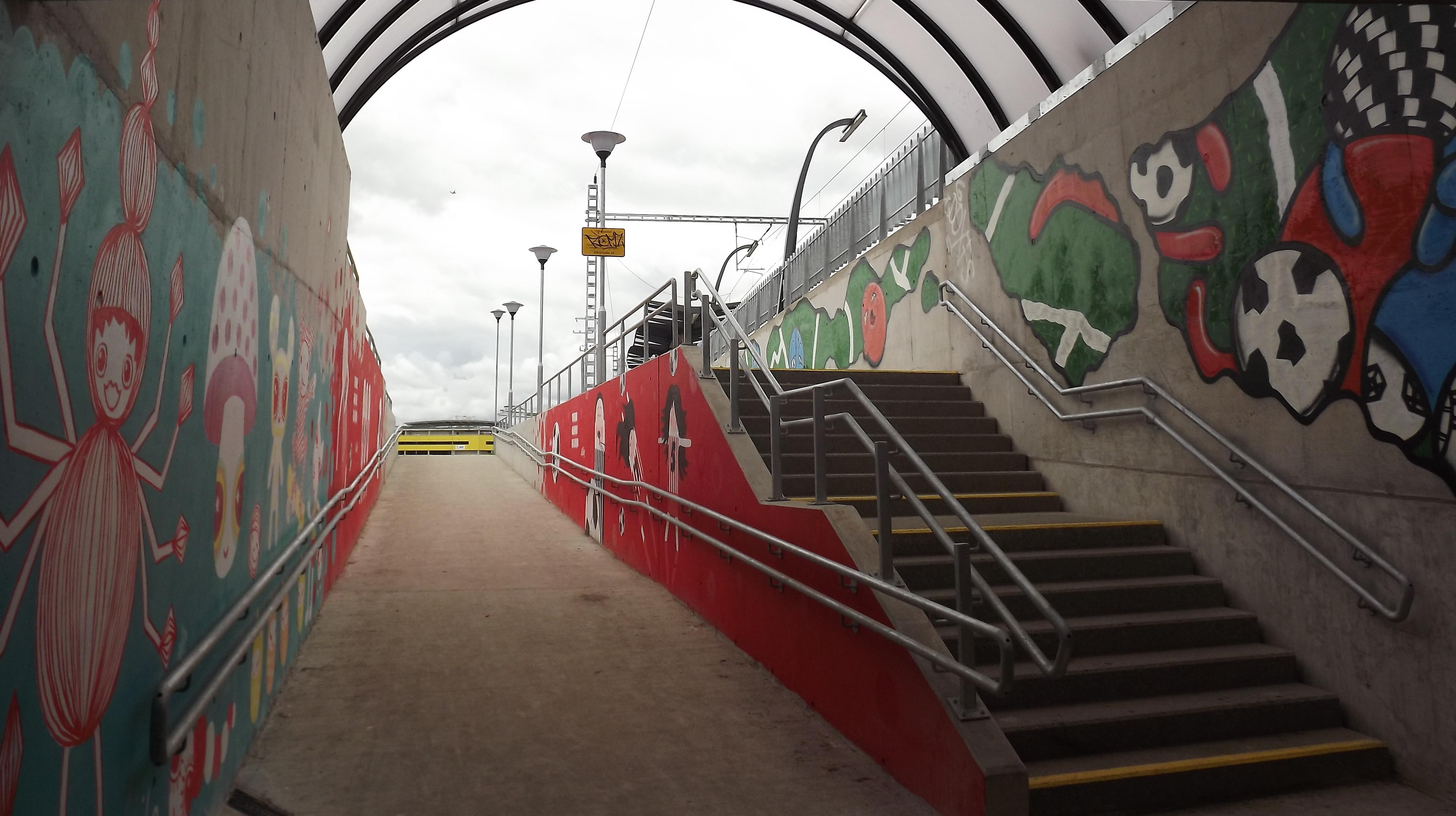
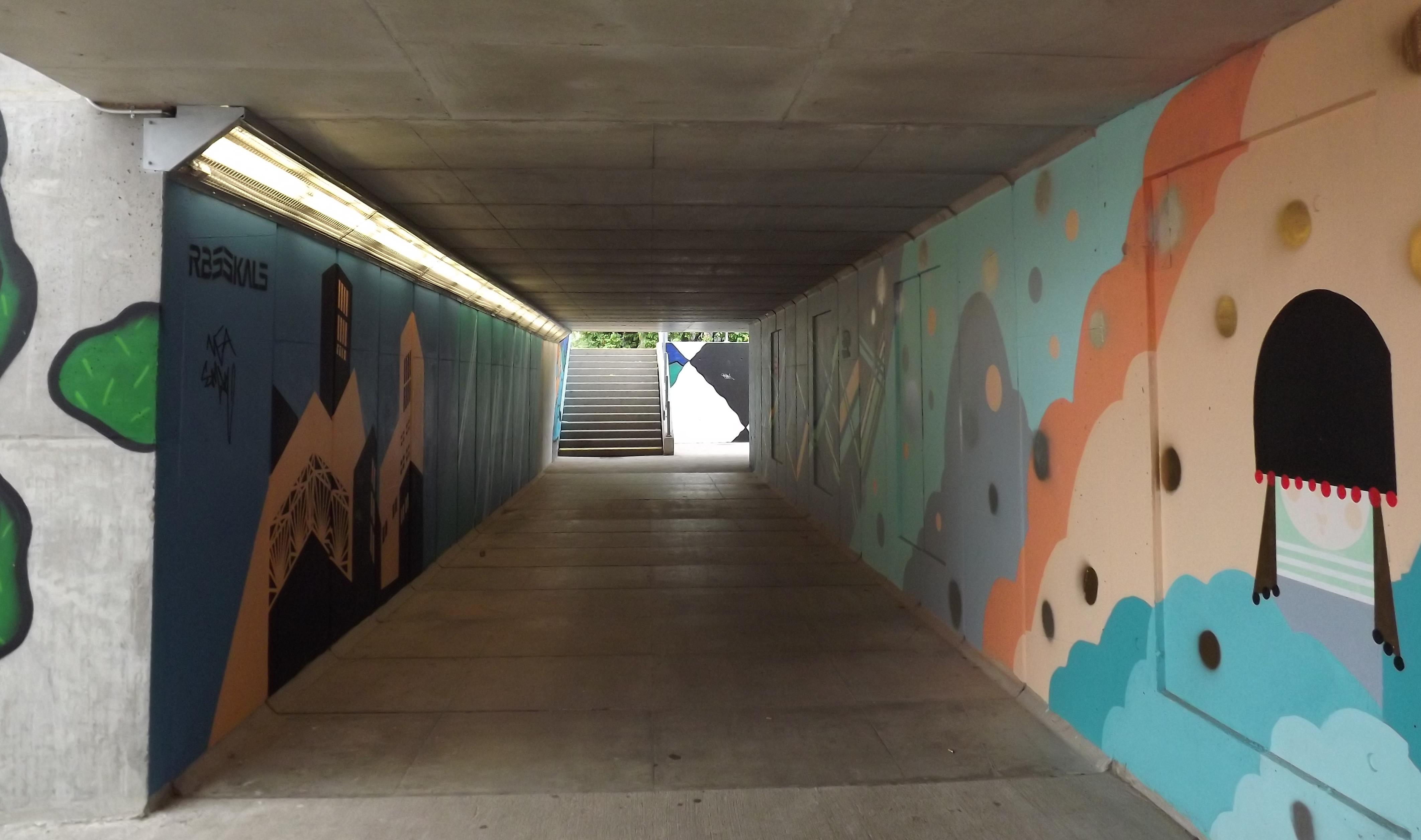